# Джеймс Бредлі
Джеймс Бре́длі, або іноді Брадлей (англ. James Bradley; березень 1693 — 13 липня 1762) — англійський астроном. Член Лондонського королівського товариства (з 1718), професор Оксфордського університету (з 1721), директор Гринвіцької обсерваторії (з 1742).
Відкрив аберацію світла (1727) і нутацію земної осі (1737). Протягом 1750—1761 років провадив меридіанні спостереження, на підставі яких пізніше було визначено сталі аберацій, прецесії і нутації.

## Життєпис
Народився в Шерборні (Глостершир). 1714 року закінчив Оксфордський університет. 1719 року отримав церковний сан, посідав низку церковних посад. 1721 року відмовився від церковної кар'єри і був призначений професором астрономії Оксфордського університету. Після смерті Едмонда Галлея 1742 року обійняв посаду директора Гринвіцької обсерваторії — королівського астронома.
Наукові праці присвячені спостережній астрономії. 1719 року отримав поліпшене значення сонячного паралакса зі спостережень Марса. 1727 року зробив спробу виміряти паралактичний зсув зірок внаслідок річного обертання Землі навколо Сонця. Спостерігаючи зірку γ Дракона, виявив значний зсув у бік, протилежний паралактичному (із напів-амплітудою трохи більше 20 кутових секунд). 1729 року знайшов правильне пояснення такого зсуву: він зумовлений орбітальним рухом Землі та скінченою швидкістю світла. Відкриття аберації світла було першим безпосереднім підтвердженням теорії Коперника. З тих же спостережень Бредлі зробив правильний висновок про те, що паралакс зір має бути меншим 1" і, отже, зорі розташовані набагато далі від Землі, ніж припускали на той час. 1727 року помітив невеликі (з напів-амплітудою до 19") річні зміни розташування деяких зір, що не могли бути пояснені ані прецесією, ані аберацією. Продовжуючи спостерігати ці зорі, 1732 року припустив, що причиною річних змін їх положень є коливання земної осі, викликане впливом Місяця. Для перевірки цього припущення необхідно було продовжувати спостереження протягом 19 років (період обертання вузлів місячної орбіти). 1748 року Бредлі надав Лондонському королівському товариству результати своїх двадцятирічних спостережень і оголосив про відкриття явища, названого ним нутацією. Відкриття аберації світла та нутації земної осі висунуло Бредлі до лав видатних астрономів нового часу.
Бредлі склав таблиці, що дозволяли враховувати прецесію, нутацію та аберацію світла для точного визначення положень зір, а також докладні таблиці атмосферної рефракції з урахуванням температури повітря та атмосферного тиску. Все це разом з ретельним урахуванням можливих помилок інструментів дозволило йому досягти високої точності у спостереженнях положень зір. У 1750—1762 під керівництвом Бредлі в Гринвіцькій обсерваторії було здійснено велику програму позиційних спостережень (понад 60 000) із точністю, що робить їх корисними і для сучасної астрономії. Бредлі виконав дуже складні вимірювання діаметрів Венери, Марса, Юпітера, Сатурна та його кілець. Спостерігав комети і розрахував елементи орбіт кількох із них. 1726 року за різницею моментів спостереження затемнень одного з яскравих супутників Юпітера визначив довготи Нью-Йорка та Лісабона. Склав таблицю довжини синхронного маятника для різних широт. Поліпшив морехідні астрономічні інструменти та методи визначення довготи на морі.
Іноземний почесний член Петербурзької АН (1754), член низки інших академій наук.
Нагороджений Золотою медаллю Коплі Лондонського королівського товариства за 1748 рік.
На його честь названо астероїд 2634 Джеймс Бредлі та гору на Місяці.